# Готфрид Бен
Готфрид Бен (на немски: Gottfried Benn) е германски новелист, есеист и драматург.

## Биография и творчество

### Произход и младост
Готфрид Бен е роден в Мансфелд в семейството на протестантски пастор. Израства в селски условия заедно с шест братя и сестри. По желание на баща си Готфрид Бен следва теология и философия в Марбург и Берлин, но после завършва медицина.
Малко преди избухването на Първата световна война пътува до Съединените щати като корабен лекар. След това е частен лекар в Берлин, където се свързва с кръга на експресионистите и сътрудничи на списанията „Ди Акцион“ и „Дер Щурм“.

### Първи книги
Готфрид Бен публикува първата си книга „Морга и други стихове“  (1912), в която провокативно отрича поетическия „краснопис“ на символистите. Издава и посветената на поетесата Елзе Ласкер-Шюлер стихосбирка „Синове“ (1913). По време на войната Бен публикува книгата с омерзени от кръвопролитията стихове „Плът“ (1917), а след това работи като лекар по кожни и венерически болести в Берлин и издава стихосбирките „Упойка“ (1925) и „Раздвоение“ (1925). По творбата му „Безспирното“ Паул Хиндемит композира оратория (1931).

### Годините на националсоциализма
През 1932 г. Готфрид Бен става член на Пруската академия на изкуствата. Поетът приветства настъплението на националсоциализма в Германия с вярата, че „народностното обновление“ и един исторически нов човешки тип ще сложат край на буржоазното декадентство. Своите възгледи Бен излага в силно оспорваната реч по радиото „Новата държава и интелектуалците“ (1933). Само една година по-късно той се отрича от тази позиция и изпада в дълбока изолация. Гьобелсовата пропаганда го обявява за „изроден поет“, Бен е изключен от лекарския съюз, а през 1938 г. и от Имперската писателска камара, като творчеството му е официално забранено. Успява да издаде нелегално „Двадесет и две стихотворения 1936-1943“ (1943).

### Късно творчество
Едва след края на Втората световна война Готфрид Бен може отново да публикува – издава в Швейцария „Статични стихове“ (1948), а също „Фрагменти“ (1951), но е подложен на остри критики заради политическото си минало. Излизат и книгите му „Дестилации“ (1953) и „Aprèslude“ [Постлюдия] (1955), които затвърждават името му на патриарх на модерната немска поезия.

### Признание
Въпреки политическите перипетии, през 50-те години на XX век творчеството на Готфрид Бен достига световна слава и той е удостоен с високото литературно отличие „Георг Бюхнер“ (1951).